# التسريح

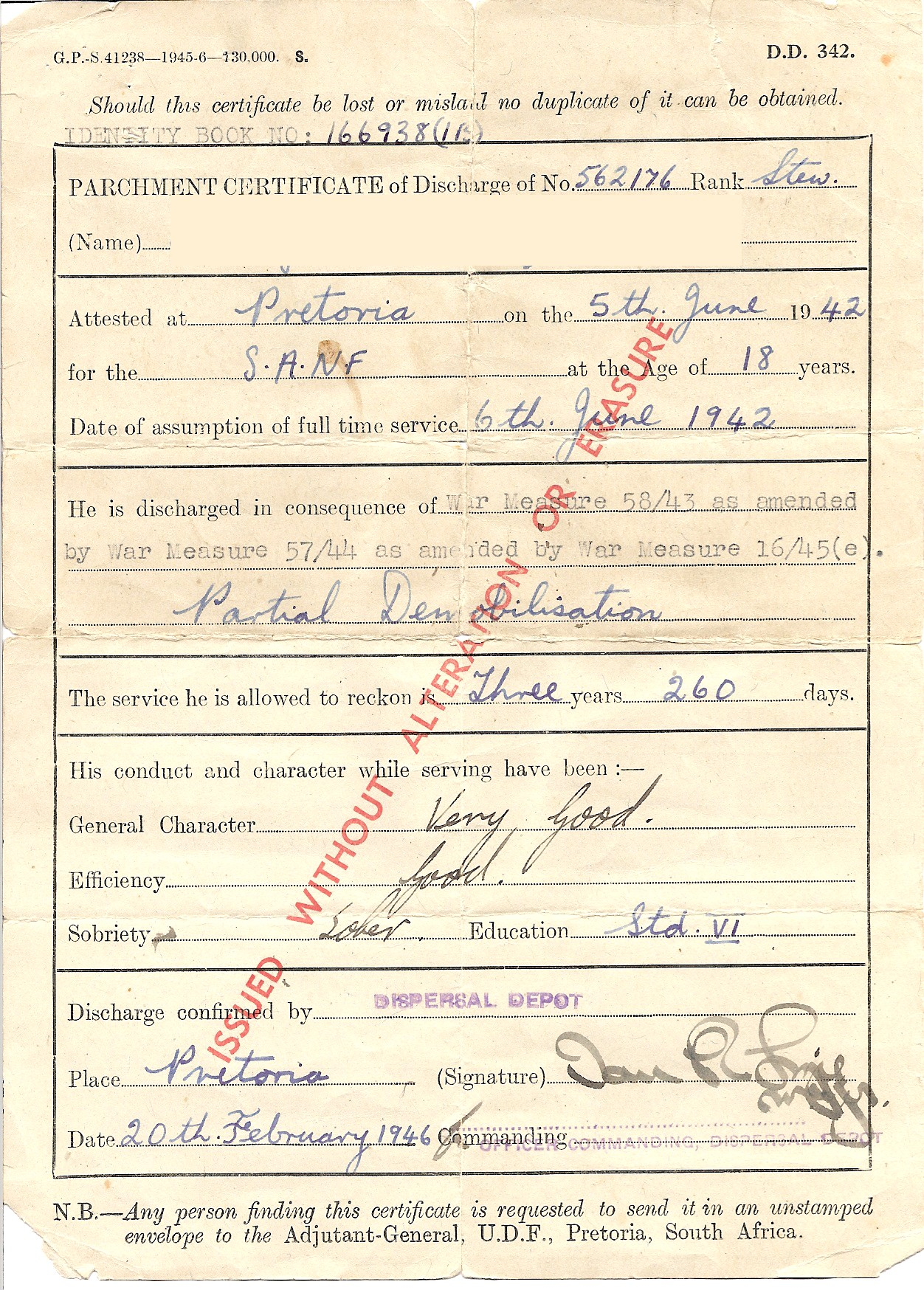
أوراق تسريح صدرت إلى بحار جنوب أفريقي في فبراير 1946

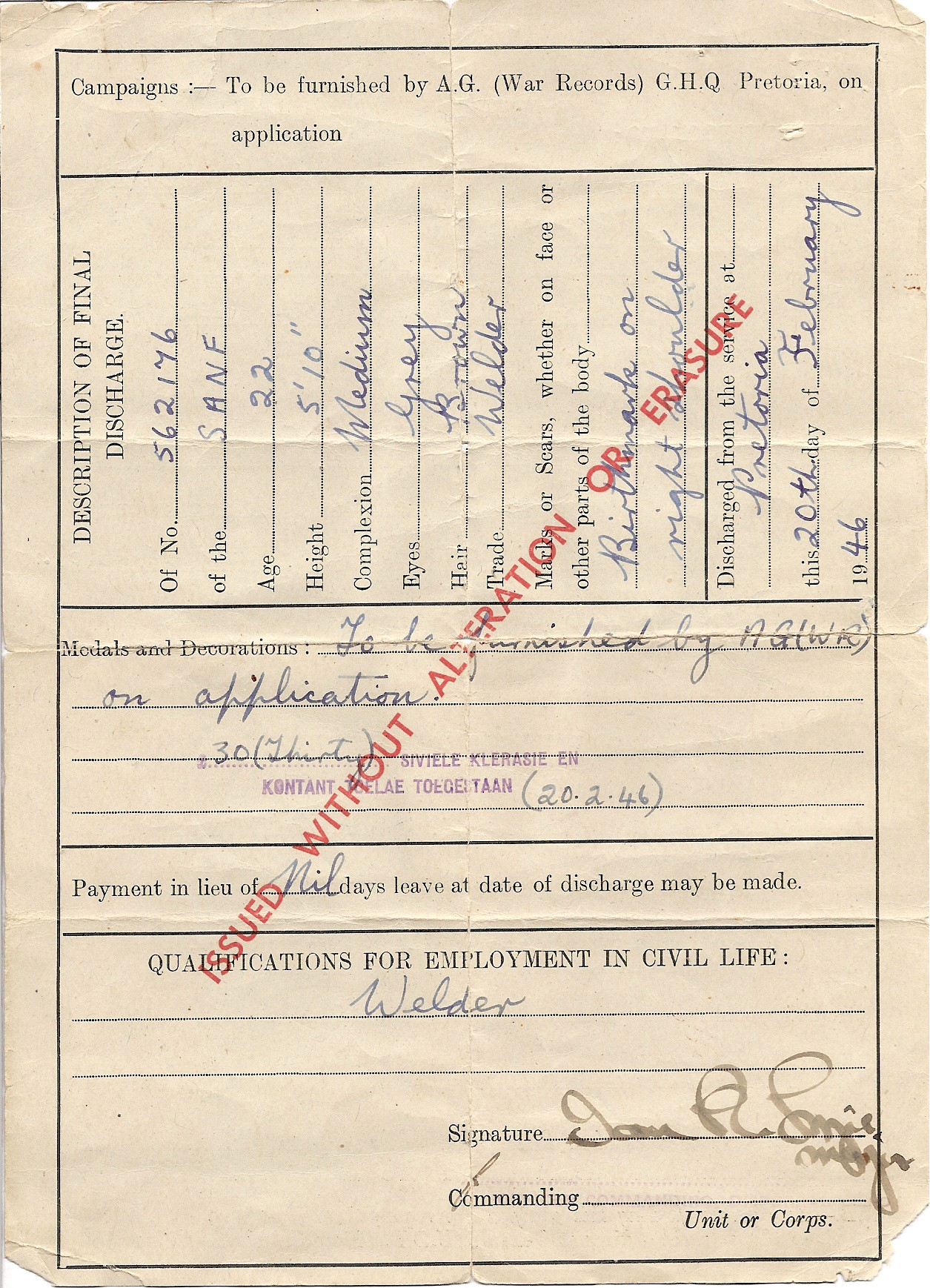
الصفحة الخلفية لأوراق التسريح التي صدرت للبحار الجنوب أفريقي في فبراير 1946

التسريح أو الإخراج من الخدمة هي عملية تنحيه القوات المسلحة لدولة ما من حالة جاهزة للقتال. قد يكون هذا نتيجة الانتصار في الحرب، أو لأن الأزمة قد تم حلها سلميا والقوة العسكرية لن تكون ضرورية. عكس عملية التسريح هوالتعبئة. التسريح القصري للعدو المهزوم يسمى تجريد عسكري.
في الأيام الأخيرة من الحرب العالمية الثانية، على سبيل المثال، طوّرت القوات المسلحة الأمريكية خطة تسريح من شأنها أن تصرف الجنود على أساس نظام النقاط الذي فضّل الطول وأنواع معينة من الخدمة. تم تسريح القوات المسلحة البريطانية وفقا لنظام «العمر والخدمة».